# Адріана Роель
Адріана Роель (ісп. Adriana Roel, при народженні Роса Марія Горбеа Осоріо, ісп. Rosa María Gorbea Osorio; 5 липня 1934, Монтеррей, Нуево-Леон — 4 серпня 2022, Мерида, Юкатан) — мексиканська акторка театру, кіно та телебачення.

## Життєпис
Народилася 5 липня 1934 року у місті Монтеррей, штат Нуево-Леон. Молодший брат — Сесар Коста, актор та співак. Навчалася у театральній школі Національного інституту витончених мистецтв та літератури (INBAL) та Вищій національній консерваторії драматичного мистецтва у Парижі. Кар'єру розпочала 1957 року у виставі «Опалі плоди» в постановці Секі Сано. В кіно дебютувала 1959 року, 1963 року — на телебаченні.
1979 року отримала премію Арієль найкращій акторці за роль у кінодрамі «Анакруза» Аріеля Суньїги. 2014 року отримала другу премію Арієль найкращій акторці за роль Долорес у фільмі «Я не хочу спати одна» Наталії Берістайн, заснованому на стосунках режисерки з її бабусею — відомою акторкою Долорес Берістайн.
Адріана Роель померла 4 серпня 2022 року у місті Мерида, штат Юкатан, в 88-річному віці.

## Вибрана фільмографія
| Рік       |   | Українська назва                       | Оригінальна назва                                    | Роль                              |
| --------- | - | -------------------------------------- | ---------------------------------------------------- | --------------------------------- |
| 1959      | ф | Гутьєррітос                            | Gutierritos                                          | Елена                             |
| 1959      | ф | Літня школа                            | Escuela de verano                                    | Матильда Морено                   |
| 1960      | с | Дзеркало тіней                         | Espejo de sombras                                    | -                                 |
| 1960      | ф | Бурхливе літо                          | Verano violento                                      | Ірене Лінарес                     |
| 1960      | ф | Таємниця кобри (Карлос Лакруа в Індії) | El misterio de la cobra (Carlos Lacroix en la India) | Бетті Макальпін                   |
| 1961      | ф | Молоді люди                            | El jóvenes                                           | Алісія                            |
| 1963      | с | Агонія кохання                         | Agonia de amor                                       | Джорджина у молодості             |
| 1968      | ф | Осінні дні                             | Días de otoño                                        | Алісія                            |
| 1964      | с | Сан-Мартін де Поррес                   | San Martín de Porres                                 | Хуана де Поррес                   |
| 1964      | ф | Ненависть у Едемі                      | Furia en al Eden                                     | Альма                             |
| 1965      | ф | Вбивця-невидимка                       | El asesino invisible                                 | Адріана Грін                      |
| 1965      | ф | Людина у пастці                        | Un hombre en la trampa                               | Крістіна                          |
| 1965      | ф | Вовчиця                                | La loba                                              | Алісія Фернандес                  |
| 1965      | ф | Віва Марія!                            | Viva Maria!                                          | Жанін                             |
| 1967      | ф | Планета жінок-завойовниць              | El planeta de las mujeres invasoras                  | Сільвія                           |
| 1967      | ф | Серенада місячної ночі                 | Serenata en noche de luna                            | Хулія                             |
| 1967      | ф | Мовчазний                              | El silencioso                                        | Ампаро                            |
| 1968      | ф | Каудильйо                              | El caudillo                                          | Маргарита                         |
| 1970      | ф | Рубі                                   | Rubí                                                 | Елоїза                            |
| 1972      | ф | Кінець фієсти                          | Fin de fiesta                                        | Марта                             |
| 1976      | ф | Звільнення за станом здоров'я          | Renuncia por motivos de salud                        | Сільвія                           |
| 1977      | ф | Алукарда                               | Alucarda                                             | сестра Германа                    |
| 1978      | с | Вівіана                                | Viviana                                              | Делія                             |
| 1979      | ф | Анакруза                               | Anacrusa                                             | Вікторія                          |
| 1982      | с | Ванесса                                | Vanessa                                              | Клаудія де Сен-Жермен             |
| 1985      | с | Хуана Ірис                             | Juana Iris                                           | Віртудес                          |
| 1988      | с | Дивне повернення Діани Салазар         | El extraño de Diana Salazar                          | Дельфіна Гарсія де Салазар        |
| 1991—1992 | с | На межі смерті                         | Al filo de la muerte                                 | Лаура Роблес                      |
| 1996—2001 | с | Жінка, випадки з реального життя       | Mujer, casos de la vida real                         | різні персонажі                   |
| 1997—1998 | с | Ураган                                 | Huracan                                              | Есперанса Ібаррола де Вільярреаль |
| 2004      | с | Мій гріх — у любові до тебе            | Amarte es mi pecado                                  | Гертрудіс де Реєс                 |
| 2004      | с | Рубі                                   | Rubí                                                 | Ільда Мендес                      |
| 2008      | с | Жінки-вбивці                           | Mujeres asesinas                                     | Мара Мадригал                     |
| 2012      | ф | Я не хочу спати одна                   | No quiero dormir sola                                | Долорес                           |
| 2013      | с | Брехня на спасіння                     | Mentir para vivir                                    | Палома Аресті                     |

## Нагороди та номінації
Арієль
- 1977 — Номінація на найкращу акторку другого плану (Звільнення за станом здоров'я).
- 1979 — Найкраща акторка (Анакруза).
- 2014 — Найкраща акторка (Я не хочу спати одна).

TVyNovelas Awards
- 1989 — Номінація на найкращу роль у виконанні заслуженої акторки (Дивне повернення Діани Салазар).

Bravo Awards
- 2007 — Найкраща театральна акторка (Лу)[6].

Премія ACPT
- 2014 — Спеціальна премія за 57-річну кар'єру[7].